# Chalinula molitba
Chalinula molitba är en svampdjursart som först beskrevs av de Laubenfels 1949.  Chalinula molitba ingår i släktet Chalinula och familjen Chalinidae.
Artens utbredningsområde är Bermuda. Inga underarter finns listade i Catalogue of Life.